# Proterogyrinidae
De Proterogyrinidae zijn een familie van uitgestorven tetrapoden binnen de groep Embolomeri, die leefden in het Carboon. Het bekendste geslacht is Proterogyrinus.